# Gaspare Torretta
Gaspare Torretta (Saronno, 29 maggio 1883 – Milano, 4 luglio 1910) è stato un lunghista e velocista italiano.
Prese parte ai Giochi olimpici intermedi nel 1906 ad Atene, dove arrivò alle semifinali nella gara dei 100 metri piani e si piazzò diciassettesimo nel salto in lungo. Due anni dopo, nel 1908, partecipò ai Giochi olimpici di Londra, finendo la sua gara dei 100 metri alle fasi di qualificazione.
A livello nazionale, si aggiudicò quattro la vittoria ai campionati organizzati dall'Unione Pedestre Italiana, associazione che, prima della fondazione della FIDAL nel 1906, organizzava dei campionati di corsa e marcia a livello nazionale.

## Palmarès
| Anno | Manifestazione            | Sede   | Evento          | Risultato     | Prestazione | Note |
| ---- | ------------------------- | ------ | --------------- | ------------- | ----------- | ---- |
| 1906 | Giochi olimpici intermedi | Atene  | 100 metri piani | elim. semif.  | n/d         |      |
| 1906 | Giochi olimpici intermedi | Atene  | Salto in lungo  | 17º           | 5,650 m     |      |
| 1908 | Giochi olimpici           | Londra | 100 metri piani | elim. qualif. | 12"0 s      |      |

## Campionati nazionali
- 2 volte campione italiano delle 100 iarde (1900, 1901)[1]
- 2 volte campione italiano delle 100 iarde (1902, 1905)[1]

1900
- Oro ai campionati dall'Unione Pedestre Italiana, 100 iarde - 10"1/5

1901
- Oro ai campionati dall'Unione Pedestre Italiana, 100 iarde - 10"1/5

1902
- Oro ai campionati dall'Unione Pedestre Italiana, 100 metri - 11"8

1906
- Oro ai campionati dall'Unione Pedestre Italiana, 100 metri - 11"3/5